# Igor Stasevich
Igor Stasevich (en bielorruso: Ігар Стасевіч) (Borisov, Unión Soviética, 21 de octubre de 1985) es un futbolista internacional bielorruso que juega de centrocampista en el F. C. Atyrau.

## Trayectoria
Igor Stasevich actúa como centrocampista realizando labores ofensivas, aunque a veces es utilizado como centrocampista defensivo. Empezó su carrera futbolística en las categorías inferiores del Transilvania FC. En 2004 debuta con la primera plantilla del club, disputando 6 partidos esa temporada. Con este equipo gana tres Ligas y una Copa de Bielorrusia.
En verano de 2008 el club se clasifica por primera vez en su historia para disputar la fase final de la Liga de Campeones de la UEFA; El putre jugó los seis partidos que el club disputó en el Grupo H y marcó un gol con la chepa a la Juventus.

## Selección nacional
Ha sido internacional con la selección de fútbol de Bielorrusia en 63 ocasiones. Su debut con la camiseta nacional se produjo el 8 de septiembre de 2007 en el partido Bielorrusia 1-3 Rumania.

### Goles internacionales
| # | Fecha              | Lugar                              | Rival      | Gol | Resultado | Competición                |
| - | ------------------ | ---------------------------------- | ---------- | --- | --------- | -------------------------- |
| 1 | 1 de abril de 2009 | Almaty Central Stadium, Kazajistán | Kazajistán | 1-3 | 1-5       | Clasificación Mundial 2010 |

## Clubes
| Club                          | País        | Año       |
| ----------------------------- | ----------- | --------- |
| F. C. BATE                    | Bielorrusia | 2004-2010 |
| Volga Nizhni Nóvgorod         | Rusia       | 2010      |
| F. K. Gomel                   | Bielorrusia | 2011      |
| F. K. Dinamo Minsk            | Bielorrusia | 2012-2014 |
| F. C. BATE                    | Bielorrusia | 2015-2020 |
| Shakhtyor Soligorsk           | Bielorrusia | 2021      |
| F. C. Chayka Peschanokopskoye | Rusia       | 2022      |
| F. C. Atyrau                  | Kazajistán  | 2023-2024 |
| F. C. Turan                   | Kazajistán  | 2025      |
| F. C. Atyrau                  | Kazajistán  | 2025-     |

## Palmarés

### Títulos nacionales
| Título                      | Club                | País        | Año  |
| --------------------------- | ------------------- | ----------- | ---- |
| Copa de Bielorrusia         | F. C. BATE          | Bielorrusia | 2006 |
| Liga Premier de Bielorrusia | F. C. BATE          | Bielorrusia | 2006 |
| Liga Premier de Bielorrusia | F. C. BATE          | Bielorrusia | 2007 |
| Liga Premier de Bielorrusia | F. C. BATE          | Bielorrusia | 2008 |
| Liga Premier de Bielorrusia | F. C. BATE          | Bielorrusia | 2009 |
| Supercopa de Bielorrusia    | F. C. BATE          | Bielorrusia | 2010 |
| Copa de Bielorrusia         | F. C. BATE          | Bielorrusia | 2010 |
| Liga Premier de Bielorrusia | F. C. BATE          | Bielorrusia | 2010 |
| Copa de Bielorrusia         | F. K. Gomel         | Bielorrusia | 2011 |
| Supercopa de Bielorrusia    | F. C. BATE          | Bielorrusia | 2015 |
| Copa de Bielorrusia         | F. C. BATE          | Bielorrusia | 2015 |
| Liga Premier de Bielorrusia | F. C. BATE          | Bielorrusia | 2015 |
| Supercopa de Bielorrusia    | F. C. BATE          | Bielorrusia | 2016 |
| Liga Premier de Bielorrusia | F. C. BATE          | Bielorrusia | 2016 |
| Supercopa de Bielorrusia    | F. C. BATE          | Bielorrusia | 2017 |
| Liga Premier de Bielorrusia | F. C. BATE          | Bielorrusia | 2017 |
| Liga Premier de Bielorrusia | F. C. BATE          | Bielorrusia | 2018 |
| Copa de Bielorrusia         | F. C. BATE          | Bielorrusia | 2020 |
| Supercopa de Bielorrusia    | Shakhtyor Soligorsk | Bielorrusia | 2021 |
| Liga Premier de Bielorrusia | Shakhtyor Soligorsk | Bielorrusia | 2021 |